# Дідковський Віталій Семенович
Віта́лій Семе́нович Дідко́вський (нар. 7 квітня 1947) — український науковець-акустик, доктор технічних наук, професор. Заслужений працівник освіти України (1998), лауреат Державної премії України в галузі науки і техніки (2009), нагороджений Грамотою Голови Верховної Ради України (2004), нагороджений орденом «За заслуги» ІІІ ступеня (2012).

## Життєпис
Народився 1947 року в смт. Іванків Київської області. 1971-го з відзнакою закінчив Київський політехнічний інститут (КПІ), 1976 року захистив кандидатську дисертацію, докторську — 1986.
Від 1987 року — завідувач кафедри акустики та акустоелектроніки КПІ, протягом 1988—1990 років — проректор по міжнародним зв'язкам. З 1989 року — професор.
Напрямок наукової діяльності пов'язаний з розвитком теорії коливань складних систем, також дослідження проблем акустичної екології. Створив наукову школу — в царині архітектурної та будівельної акустики.
Розробив та запровадив в навчальні плани курси:
- «Акустична екологія»
- «Прикладна механіка»
- «Шум і вібрація».

Написав перший в Україні підручник «Шуми і вібрація», пройшов друге видання. Започаткував підготовку в Україні фахівців у галузі медичних акустичних й біоакустичних приладів.
Під його керівництвом захищено 5 докторських (зокрема професора Володимира Карачуна) та 17 кандидатських дисертацій.
Член експертної ради з енергетики та електроніки МОН України, Нью-Йоркської академії наук.
Очолював колектив, котрий від 1996 року виконував науково-дослідні та проектні роботи з озвучення сесій, залів Верховної Ради, КМУ, секретаріату Президента України, Конституційного Суду України, операційної зали НБУ тощо.

## Науковий доробок
Є автором більш як 300 наукових праць, 20 винаходів, 12 навчальних посібників, 5 монографій, 2 підручників.
Серед робіт:
- «Методика розрахунку динамічних систем», 1992
- «Теоретичні основи акустики» (1998)
- «Основи архітектурної та фізіологічної акустики» (2001)
- «Основи акустичної екології» (2002)
- «Практикум з акустичної електрики: Навчальний посібник», 2003
- «Електроакустичні п'єзокерамічні перетворювачі» (2006)
- «Акустична експертиза каналів речової комунікації» (2008)
- «Шум і вібрація» (2009)
- «Фізична акустика» (2009)
- «Комп'ютерна обробка акустичних сигналів» (2010), усі у співавторстві
- «Акустична експертиза та корекція комунікаційних каналів», співавтори А. Продеус та М. Дідковська
- «Широкосмугові електроакустичні тракти медичних приладів», співавтори С. Найда та А. Алексєєнко.